# Chủ nghĩa trung dung
Trong chính trị, chủ nghĩa trung dung là một cái nhìn chính trị hoặc quan điểm cụ thể liên quan đến sự chấp nhận hay ủng hộ sự cân bằng một mức độ của chủ nghĩa bình quân và phân tầng xã hội, trong khi chống lại các thay đổi xã hội chính trị mang đến chuyển biến mạnh mẽ trong xã hội nghiêng về cánh tả hay cánh hữu. Chính trị trung tả hay trung hữu liên quan tới sự theo đuổi chủ nghĩa trung dung nói chung kết hợp với nghiêng theo mức độ nào đó về phía tương ứng của phổ chính trị.